# Hígia
Hígia ou Higeia (em grego clássico: Ὑγίεια), na mitologia grega, é a filha de Esculápio e a deusa da saúde, limpeza e sanidade (e posteriormente: a Lua). Ela exercia uma importante parte no culto do pai. Enquanto seu pai era mais associado diretamente com a cura, ela era associada com a prevenção da doença e a continuação da boa saúde. Seu equivalente na mitologia romana era Salus. 
Considerada patrona dos farmacêuticos, juntamente com seu pai Asclépio, patrono dos médicos. 
Hígia era assunto de um culto local desde pelo menos o século VII a.C. "Atena Hígia" era um dos títulos dados a Atena, como Plutarco reconta:
| “ | Um estranho acidente, que aconteceu no curso da construção [do Partenon], mostrou que a deusa não era aversa ao trabalho, mas era cuidada e cooperava em trazê-lo à perfeição. Um dos artífices, o mais rápido trabalhador e o mais habilidoso entre todos, com um pedaço do seu pé caiu de uma grande altura, e disposta em uma condição miserável, os médicos não tinham esperanças de sua cura. Quando Péricles estava em dor sobre isto, a deusa [Atena] apareceu para ele a noite em um sonho, e ordenou um curso de tratamento, no qual ele aplicou, em um curto período de tempo e com grande facilidade curou o homem. E sobre esta ocasião era que ele criou uma estátua de latão de Atena Hígia, na cidadela perto do altar, no qual eles mencionaram que estavam lá anteriormente. Mas foi Fídias que fez a imagem da deusa em ouro, e tem seu nome inscrito no pedestal como trabalhador dela. | ” |

No entanto, o culto de Hígia como uma deusa independente não começou a ser divulgado até o Oráculo de Delfos a ter reconhecido, e depois da devastadora praga sobre Atenas em 429 e 427 a.C. e em Roma em 293 a.C. Seus templos primários eram em Epidauro, Corinto, Cós e Pérgamo.